# Kuala Terengganu

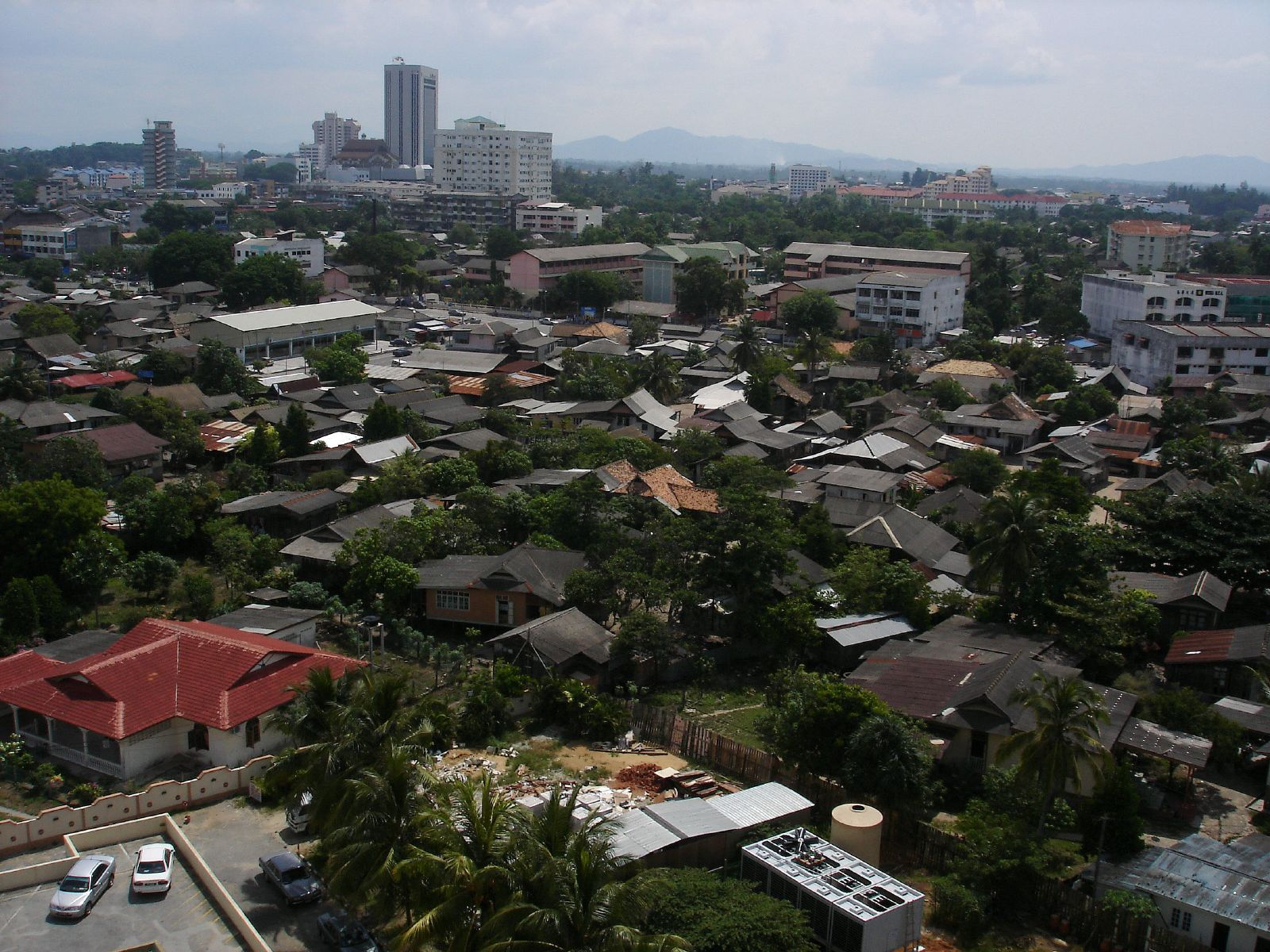
Vy över Kuala Terengganu.

Kuala Terengganu är en stad på den östra sidan av Malackahalvön, och är den administrativa huvudorten för den malaysiska delstaten Terengganu. Den är samtidigt huvudort för ett av delstatens sju distrikt, med samma namn som staden. Kuala Terengganu är belägen vid kusten mot Sydkinesiska havet och hade 255 518 invånare vid folkräkningen 2000.